# Луї-Поль Кайєте
Луї Поль Кайєте (фр. Louis Paul Cailletet; 21 вересня 1832 — 5 січня 1913) — французький інженер-металург.
Після закінчення Гірничого інституту завідував чавуноплавильними заводами свого батька, що дало йому можливість вивчити металургійні процеси, про які він надрукував ряд робіт в «Comptes rendus» Паризької академії наук. З 1877 року — член-кореспондент, а з 1884 року — дійсний член Французької академії наук.

## Наукова діяльність
Кайєте автор низки досліджень, що відносяться головним чином до металургійної теплотехніки, зокрема до утилізації гарячих димових газів. З середини 70-х років основні роботи пов'язані з властивостями зріджених газів і методами їх отримання. Свої дослідження Кайєте починав з задачі, що має вельми віддалене відношення до низьких температур, — з вивчення властивостей ацетилену. Оскільки критична температура ацетилену дорівнює 37 °С, його, як з'ясувалося в той час, можна зріджувати простим стисканням.